# NGC 6732
NGC 6732 é uma galáxia elíptica na direção da constelação de Draco. O objeto foi descoberto pelo astrônomo Lewis Swift em 1886, usando um telescópio refrator com abertura de 16 polegadas. Devido a sua moderada magnitude aparente (+13,5), é visível apenas com telescópios amadores ou com equipamentos superiores. 